# Bragdebo
Bragdebo är en by i Östervåla socken, Heby kommun.
Bragdebo omtalas i dokument första gången 1376 ("j braghadodhum"). Under 1500-talet består byn av 1 mantal skatte med skatteutjord i Åkerby. Förleden kommer troligen av det fornsvenska mansnamnet Braghi. 
Bland bebyggelser på ägorna märks det på 1600-talet dokumenterade Bragdebotorpet, läget för torpet är inte känt. Gantusmyren är ett torp som anlades i slutet av 1800-talet.